# Nukleophilie
Die Nukleophilie (griechisch nukleos = Kern, philos = Freund) ist in der Chemie ein Maß für die Fähigkeit eines Atoms mit einem freien Elektronenpaar, ein (partiell) positiv geladenes Atom unter Ausbildung einer kovalenten Bindung anzugreifen. Typische Nukleophile sind oft negativ geladen, haben eine stark negative Partialladung oder besitzen ein freies Elektronenpaar in einem relativ energiereichen Atomorbital. Das Gegenteil der Nukleophilie stellt die Elektrophilie dar.
Das Konzept ist verwandt mit dem der Lewis-Basen, wird jedoch mit Geschwindigkeitskonstanten anstelle von Gleichgewichtskonstanten gemessen. Umgekehrt wird die Fähigkeit eines Reaktionspartners, sich von einem nukleophilen Teilchen angreifen zu lassen, als Elektrophilie bezeichnet.

## Beispiele für nukleophile Teilchen
Typische anionische Nukleophile sind:
- Hydroxid
- Alkoholat
- Thiolat
- Carbanionen
- Halogenid
- Peroxid
- Cyanid
- Azid

Wichtige neutrale Nukleophile sind:
- Amine
- Phosphine
- Kohlenstoffmonoxid
- Alkene
- Alkohole
- Aromaten
- Wasser

## Abschätzung der Nukleophilie eines Teilchens
Die Nukleophilie eines Moleküls ist in der Regel mit der Nukleophilie des nukleophilsten Atoms gleichzusetzen.

### Basizität
Der Zusammenhang zwischen Nukleophilie und Basizität hängt stark von der Art des verwendeten Lösungsmittels ab (siehe unten). In aprotischen Lösungsmitteln korreliert die Nukleophilie einer Substanz gut mit ihrer Basizität. Das heißt, je basischer die Substanz, desto größer auch der nukleophile Charakter.
In protischen Lösungsmitteln ist dieser Zusammenhang nicht mehr zutreffend. Da protische Lösungsmittel vorwiegend zu harten Lewis-Basen Wasserstoffbrücken ausbilden, wird bei diesen der nukleophile Charakter deutlich abgeschwächt (HSAB-Konzept). Deshalb sind hier weiche Lewis-Basen die besseren Nukleophile als harte.
Sowohl Härte als auch Basizität hängen eng mit der Polarisierbarkeit der Teilchen zusammen. Polarisierbare Teilchen sind generell nukleophiler als vergleichbar geladene, weniger polarisierbare Moleküle.

### Sterik
Die Nukleophilie wird außerdem stark von der Sterik beeinflusst. Sehr raumgreifende Substituenten am nukleophilen Atom schirmen dieses gut ab und unterbinden so einen nukleophilen Angriff. Zwar wird durch die Anwesenheit mehrerer Alkylgruppen die Basizität erhöht, aber die Sterik ist von wesentlich größerer Bedeutung.
Ebenso können potentielle Elektrophile durch sperrige Reste abgeschirmt werden.

### Wahl des Lösungsmittels
Weiterhin werden Reaktionen von Nukleophilen empfindlich durch die Wahl des Lösungsmittels beeinflusst. Ein hoher Solvatationsgrad des angreifenden Teilchens verringert die Nukleophilie erheblich. Umgekehrt steigt die Nukleophilie also in polar-aprotischen Lösemitteln wie Aceton, da es hier nicht zur Ausbildung von Wasserstoffbrücken kommt. Die Wasserstoffbrücken sorgen beispielsweise im Wasser für die Ausbildung stabiler Hydrathüllen. In unpolaren Lösungsmitteln lösen sich Nukleophil und Gegenion (meist Metallkation) teilweise gar nicht. Falls sie es doch tun, liegen sie als assoziierte Ionenpaare {\displaystyle M^{+}X^{-}} vor und sind nur mäßig reaktiv.
Unter Berücksichtigung all dieser Faktoren lassen sich die nukleophilen Eigenschaften vieler Moleküle und somit das Reaktionsverhalten als angreifendes Nukleophil oder als Abgangsgruppe recht genau abschätzen.
Mit präparativen Tricks lassen sich aber auch durch mangelnde Nukleophilie nicht begünstigte Reaktionen erzwingen. Ein Beispiel stellt die Finkelstein-Reaktion dar.

### Beispiele
In der folgenden Tabelle ist die Nukleophilie einiger Moleküle mit Methanol als Lösungsmittel angegeben:
| Relative Nukleophilie | Moleküle                |
| --------------------- | ----------------------- |
| Sehr stark            | I⁻, HS⁻, RS⁻            |
| Stark                 | Br⁻, OH⁻, RO⁻, CN⁻, N3⁻ |
| Mittel                | NH3, Cl⁻, F⁻, RCO2⁻     |
| Schwach               | H2O, ROH                |
| Sehr schwach          | RCO2H                   |

## Nukleophile Reaktionen
Eine nukleophile Reaktion verbindet zwei Reaktionspartner über eine kovalente Bindung. Dabei wird mitunter eine andere Bindung gebrochen, sodass eine weniger nukleophile Atomgruppe abgespalten wird, also als Abgangsgruppe fungiert. Mit dem Konzept der Nukleophilie lässt sich also der Verlauf von Reaktionen vorhersagen.
Charakteristisch für Nukleophile ist, dass sie allein beide für die Bindung benötigten Elektronen zur Verfügung stellen, während das Elektrophil „nur“ seine Fähigkeit zur Stabilisierung des Elektronenpaares einbringt. Ähnlich wie bei Redoxreaktionen, wo jede Oxidation gleichzeitig die Reduktion des anderen Reaktionspartners bedeutet, folgt auf nukleophile unmittelbar die zugehörige elektrophile Reaktion.
Wichtige Reaktionen mit Beteiligung von Elektrophilen und Nukleophilen sind:
- Nukleophile Substitution bei gesättigten Verbindungen
- Nukleophile Addition bei ungesättigten Verbindungen
- Additions-Eliminierungs-Reaktion bei Carbonylen